# Adler (locomotivă)
Adler („Vultur”) a fost prima locomotivă cu aburi din Germania.
Acest tip de locomotivă a fost produsă sub numele „The Eagle“ de către pionerii englezi George și Robert Stephenson. Locomotiva a fost construită la fabrica de mașini „Johann Wilhelm Spaeth” din Nürnberg. A fost livrată cu un număr de peste 100 de piese componente și a costat 1140 de lirei englezești.
În afară de locomotiva construită pentru Germania, tot în 1835 George Stephenson a construit o locomotivă Adler pentru Belgia, iar în 1839 una pentru Olanda.

## Galerie de imagini

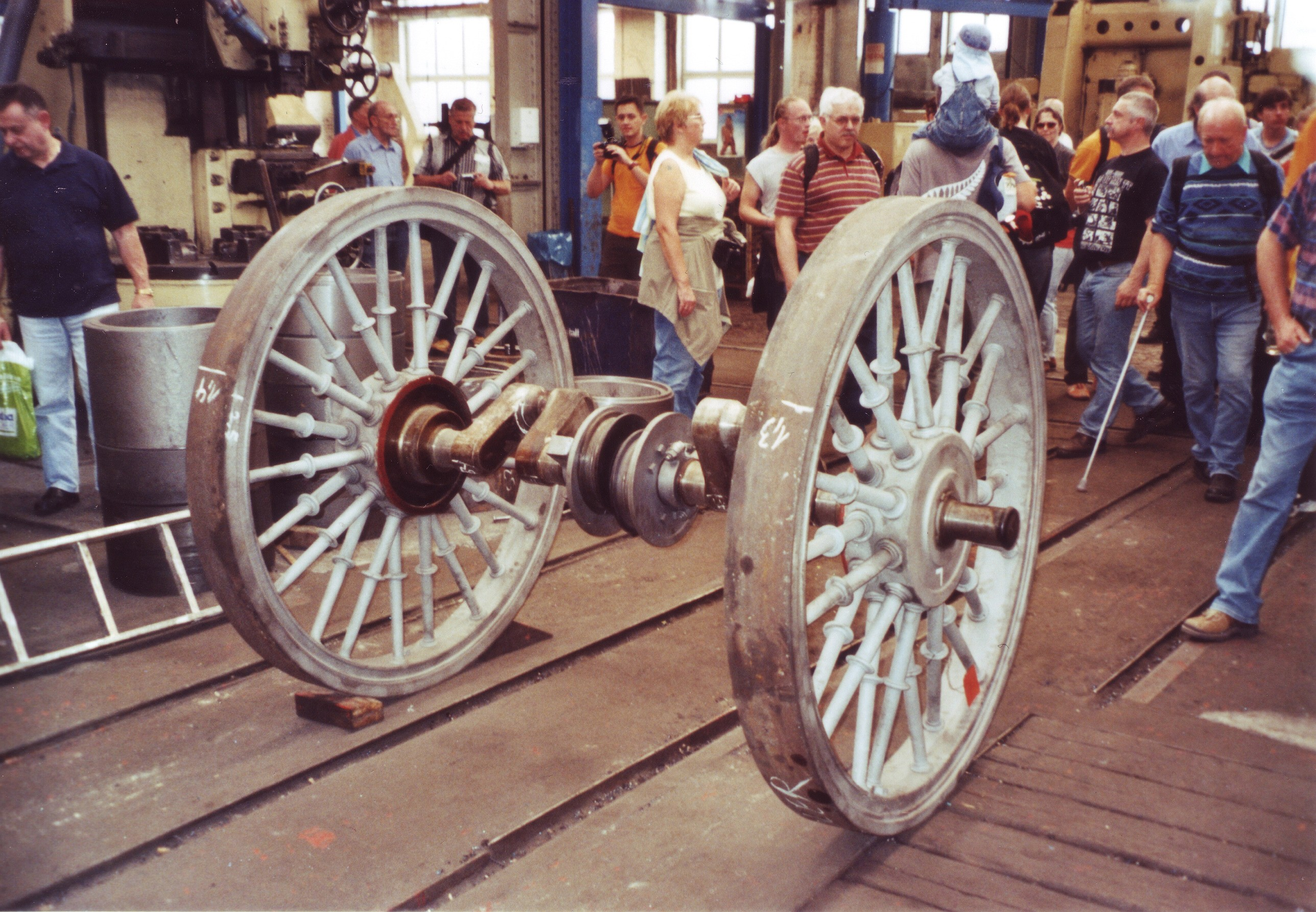
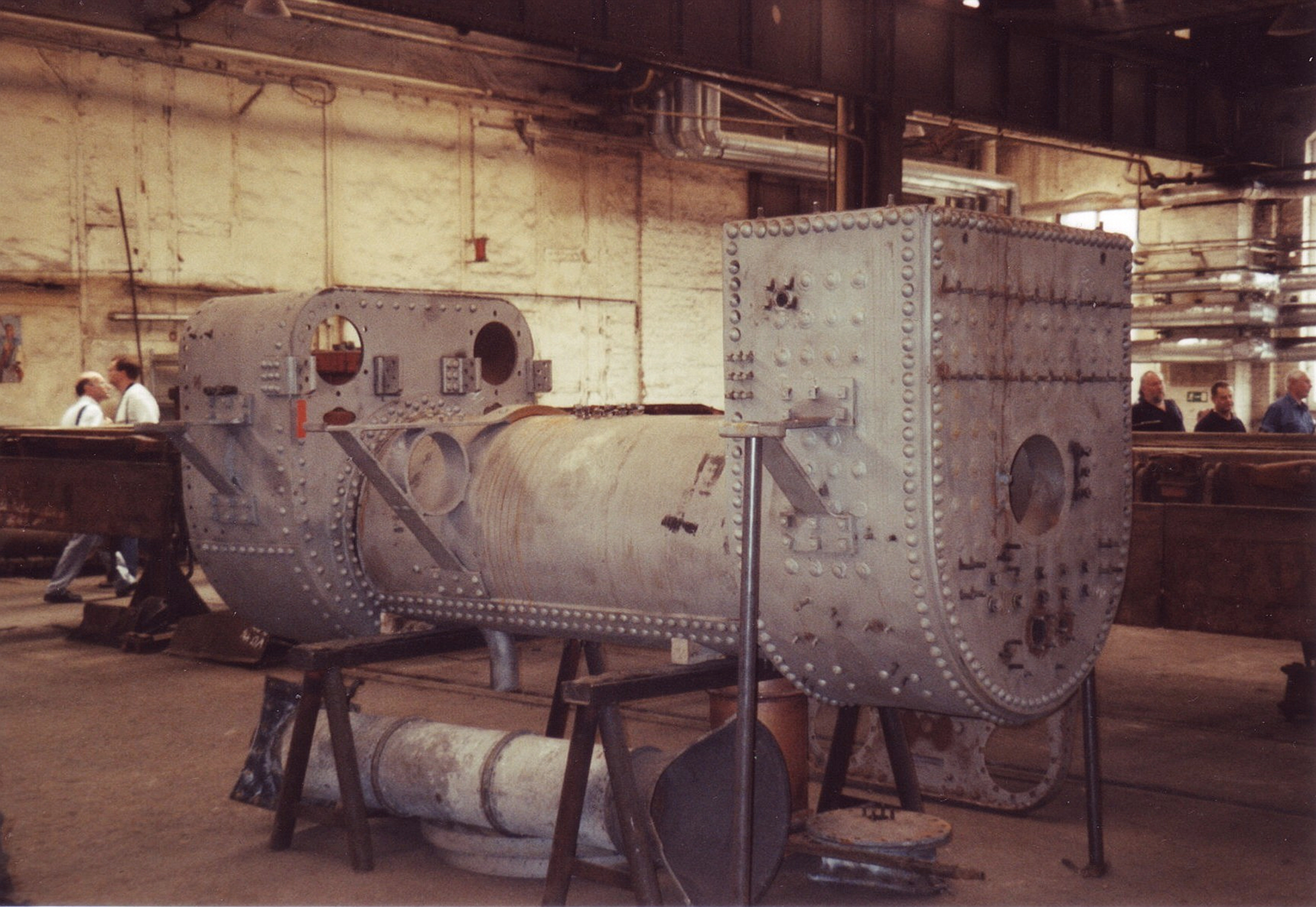
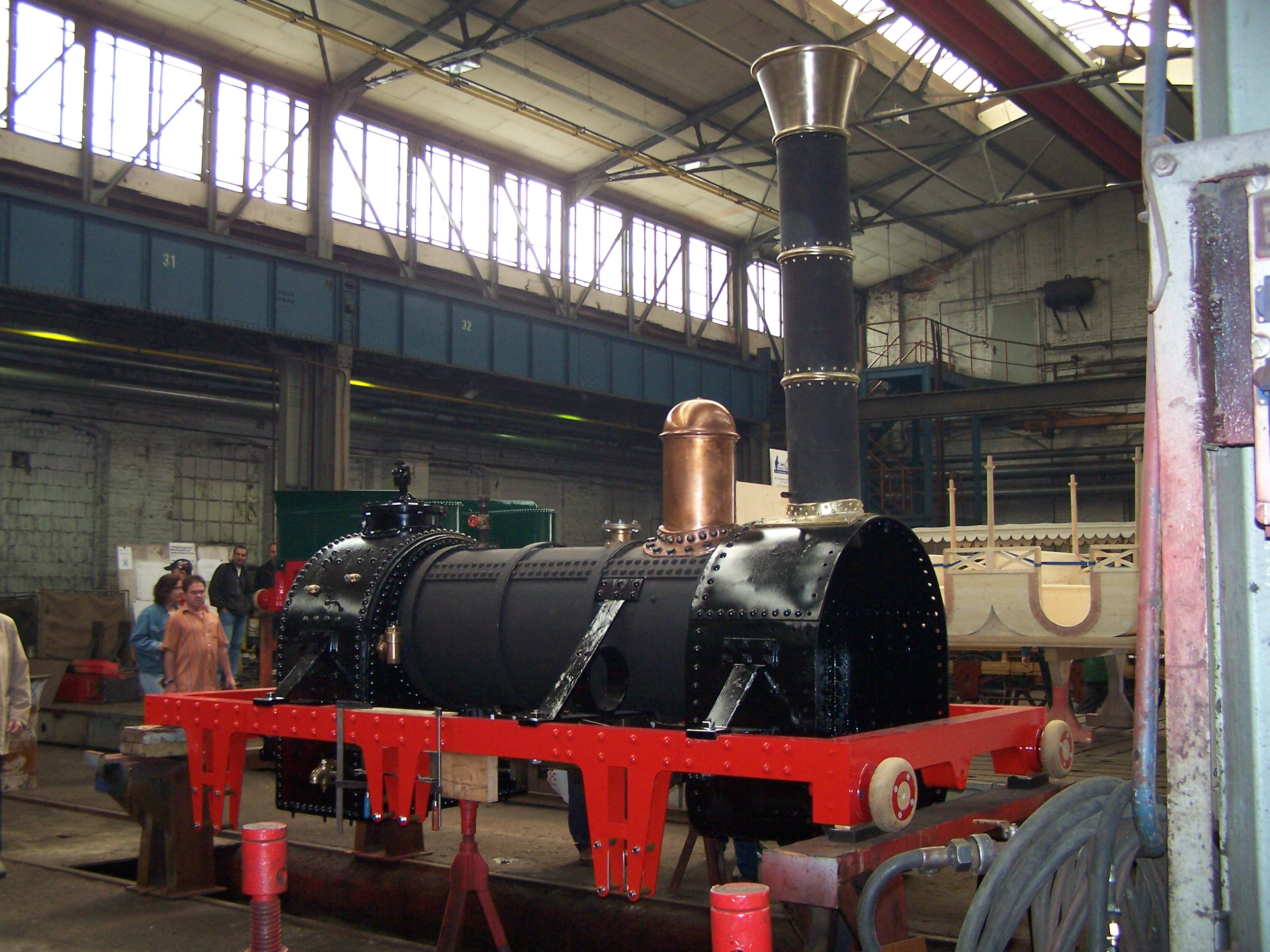
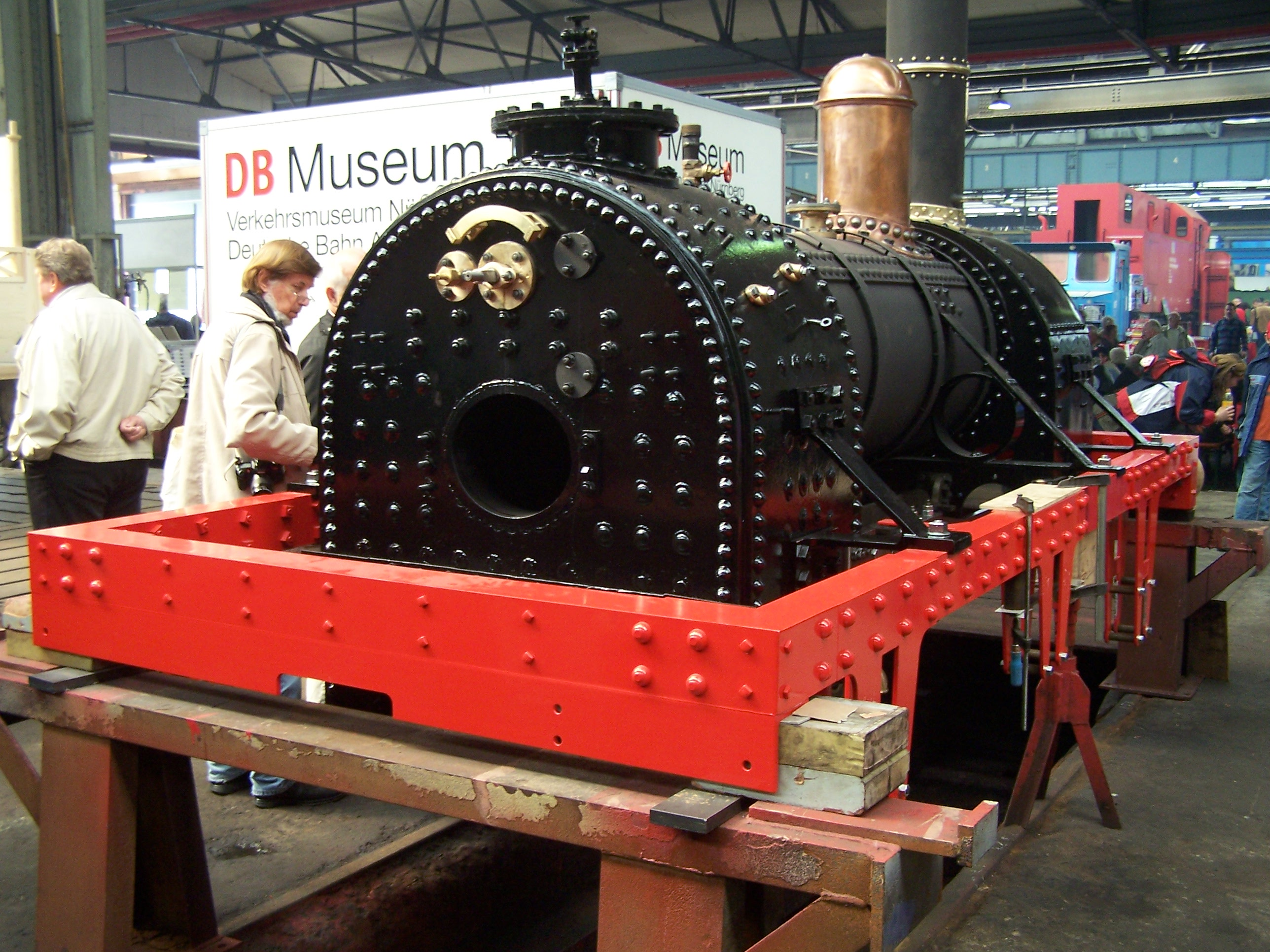